# Polidette (re di Sparta)
Polidette (in greco antico: Πολυδέκτης?, Polydéktes; fl. X secolo a.C.) è stato un mitico re di Sparta della dinastia Euripontide.
Secondo Pausania era figlio di Eunomo, mentre per Erodoto era figlio di Pritani e padre di Eunomo.
Secondo la testimonianza di Pausania, durante il suo mandato a Sparta avrebbe regnato la pace.